# The Life of General Villa
The Life of General Villa è un film muto del 1914 diretto da Christy Cabanne e da Raoul Walsh. Racconta la vita di Pancho Villa, ruolo interpretato da Raoul Walsh. Vi compare anche l'autentico Pancho Villa in alcune riprese fatte dallo stesso Walsh in Messico, durante la battaglia di Torréon.
Nel 1915, la Mutual Film Corporation lo rimontò e ne trasse un nuovo film dal titolo The Outlaw’s Revenge.
La realizzazione del film viene raccontata nel tv movie del 2003 Pancho Villa - La leggenda che ha come interpreti principali Antonio Banderas, nel ruolo di Villa, ed Eion Bailey in quello del produttore Frank N. Thayer.

## Trama
Fiction sulla giovinezza di Villa che, da contadino, diventa prima bandito e poi rivoluzionario per vendicare la violenza subita da una delle sue sorelle da parte di un federale: il tutto in un mix che unisce, alla biografia romanzata, le riprese di taglio documentario girate sui luoghi veri delle battaglie.

## Produzione
Il film fu girato in Messico nel gennaio e nell'aprile 1914, prodotto dalla Mutual Film. I produttori erano H.E. Aitken e Frank N. Thayer sotto la supervisione di David W. Griffith. Griffith aveva cominciato a girare il film che poi, però, venne affidato a Cabanne

## Distribuzione
Distribuito dalla Mutual Film e dalla Mexican War Film Corp., uscì nelle sale statunitensi il 9 maggio 1914. Il film è andato presumibilmente perduto.